# Vilmundur Gylfason
Vilmundur Gylfason, född 7 augusti 1948 i Reykjavik, död 19 juni 1983 i Reykjavik, var en isländsk politiker. Han var justitieminister samt utbildnings- och kyrkominister 1979 till 1980. Han var gift med en dotter till Bjarni Benediktsson.